# گیگانت (مانگا)
گیگانت‌ (ژاپنی: ギガント هپبورن: GIGANTO) یک مجموعه مانگا ژاپنی می‌باشد که توسط هیرویا اوکو نوشته و مصورسازی شده است. این مانگا توسط انتشارات شوگاکوکان از دسامبر ۲۰۱۷ در مجلهٔ ژاپنی بیگ کامیک سوپیریر شروع به چاپ شد و در سپتامبر ۲۰۲۱ مجموعاً به تعداد ده تانکوبون به پایان رسید. داستان مجموعه دربارهٔ یک بازیگر پورنوگرافی به نام چیهو «پاپیکو» یوهانسون است، که توانایی تغییر اندازه و تبدیل شدن به یک غول را به دست می‌آورد. او با کمک یک فیلمساز بلند پرواز به نام ریی یوکویامادا از قدرت خود برای محافظت از توکیو در مقابل حملهٔ غول‌ها استفاده می‌کند.

## داستان
ریی یوکویامادا، پسری نوجوان است که آرزوی تبدیل شدن به یک کارگردان فیلم بزرگ را در سر دارد. اما زمانی که او به‌طور اتفاقی با یک ستارهٔ فیلم پورنوگرافی دارای سینه‌هایی بزرگ به نام چیهو «پاپیکو» یوهانسون مواجه می‌شود که در نزدیکی خانه او ساکن است، زندگی دبیرستانی او به سبب وقایع عجیب دستخوش تغییر می‌گردد. چیهو به دلیل شغلی که دارد توسط خانواده و همسایگانش طرد شده است، اما با ریی رابطه‌ای دوستانه برقرار می‌کند. در یکی از روزها چیهو پیرمردی مجروح را در خیابان پیدا می‌کند که کلاه ایمنی و لباس زیر به تن دارد. زمانی که سعی می‌کند به او کمک کند، پیرمرد قبل از اینکه تبدیل به یک عروسک شود، وسیله‌ای شبیه به ساعت را به مچ دست چیهو می‌چسباند و می‌گوید: «لطفاً به بقیه کارها رسیدگی کن». چیهو متوجه می‌شود این دستگاه به او این امکان را می‌دهد تا به یک غول با قدرت و پایداری شگفت‌انگیزی تبدیل شود، و سپس به اندازهٔ معمولی‌اش بازگردد، اگرچه این تغییر اندازه تنها بر روی بدن چیهو اعمال می‌شود و لباس‌هایش را پاره و او را برهنه می‌کند. در یکی از روزها، در حالی که چیهو توانایی بزرگ شدن خود را به ریی نشان می‌داد، ریوجی، دوست‌پسر غیرقابل اعتماد و بد رفتار چیهو به خانه بازمی‌گردد و تصور می‌کند که به او خیانت شده است. چیهو از قدرت غول‌پیکر شدن خود استفاده می‌کند تا او را از تعرض به ریی بازدارد، و ریوجی خانه را ترک کرده و به رابطه‌شان پایان می‌دهد. در نهایت ریی و چیهو شروع به قرار گذاشتن می‌کنند.
در طی این مدت، وبگاهی به نام ای‌تی‌ای «Enjoy the End» در بین مردم محبوب می‌شود، که در آن کاربران می‌توانند دربارهٔ رویدادهای پیشنهادی رأی دهند و رویدادی که بیشترین رأی را بیاورد بدون در نظر گرفتن عواقب غیرممکن آن به واقعیت تبدیل می‌شود. این رویدادها شامل: باران مدفوع؛ دویدن هنرپیشه مشهوری در شینجوکو؛ مرگ سلبریتی که شایعه شده قاتل است؛ و زمین‌لرزه. به دنبال یکی از درخواست‌ها، خدای غول‌پیکر نابودی از آسمان به توکیو فرود می‌آید، و افراد بسیاری را کشته و ساختمان‌ها را از بین می‌برد. در همان زمان، هیولایی غول‌پیکر دیگری به نیویورک حمله می‌کند و مردی عظیم با او به مبارزه می‌پردازد. خانوادهٔ ریی به مترو در زیرزمین پناه می‌برند و چیهو از توانایی خود برای مبارزه و کشتن خدا استفاده می‌کند. آیا فناوری بیگانگان در بین است؟ یا سفر در زمان؟ یا پایان دنیا؟ مشکلات عجیب از هر نوع در راه است، و زنی زیبا در مرکز این مسائل می‌باشد.